# Cicaringin
Cicaringin is een bestuurslaag in het regentschap Lebak van de provincie Banten, Indonesië. Cicaringin telt 3268 inwoners (volkstelling 2010).